# العلاقات السعودية الإماراتية
العلاقات السعودية الإماراتية، هي العلاقات الثنائية بين دولة الإمارات العربية المتحدة والمملكة العربية السعودية حيث لدى السعودية سفارة في أبوظبي وقنصلية في دبي ولدى الإمارات سفارة في الرياض وقنصلية في جدة.السعودية والإمارات جارتين وعلاقاتهم تاريخية وودية للغاية، وقد شهدت العلاقات بين السعودية والإمارات في عهد الملك سلمان بن عبد العزيز آل سعود تطورا ملحوظا في المجالات السياسية والعسكرية والاقتصادية بسبب رؤيتهما وأهدافهما المشتركة وقيادتهما لدول التحالف العربي في الحرب على شمال الجمهورية اليمنية إثر الإنقلاب السياسي الذي قاده عبد الملك بدرالدين الحوثي، قائد حركة أنصار الله. وفي مايو 2014 تأسست لجنة عليا مشتركة برئاسة وزيري الخارجية في البلدين، وفي الشهر نفسه من عام 2016 جرى التوقيع على اتفاقية إنشاء مجلس تنسيقي بهدف التشاور والتنسيق في الأمور ذات الاهتمام المشترك، ويجتمع المجلس دوريا وبالتناوب بين البلدين. وفي يونيو 2018 أطلقت السعودية والإمارات «إستراتيجية العزم» التي تتضمن رؤية مشتركة للتكامل بين البلدين اقتصاديًا وتنموياً وعسكرياً عبر 44 مشروعًا استراتيجيًا مشتركًا، وقد عمل عليها 350 مسؤولًا من البلدين من 139 جهة حكومية وسيادية وعسكرية.

## العلاقات الاقتصادية والتجارية
تعتبر العلاقة الاقتصادية بين السعودية والإمارات الأكبر بين دول مجلس التعاون الخليجي، والإمارات واحدة من أهم الشركاء التجاريين للمملكة على صعيد المنطقة العربية بشكل عام ودول مجلس التعاون الخليجي بشكل خاص، فقد بلغ حجم التبادل التجاري بين البلدين الشقيقين نحو 72 مليار ريال سعودي في 2018م وتتصدّر الإمارات قائمة الدول الخليجية المصدرة إلى السعودية، كما تأتي في مقدمة الدول الخليجية التي تستقبل الصادرات السعودية، وتأتي في مرتبة متقدمة في قائمة الدول العشر الأولى التي تستورد منها المملكة، كما تتجاوز استثمارات المملكة في الإمارات 35 مليار درهم، حيث تعمل في الإمارات حاليًا نحو 2366 شركة سعودية مسجلة لدى وزارة الاقتصاد و66 وكالة تجارية، ويبلغ عدد المشاريع السعودية في الإمارات 206 مشاريع، بينما يصل عدد المشاريع الإماراتية المشتركة في المملكة إلى 114 مشروعًا صناعيًا وخدميًا، برأسمال قدره 15 مليار ريال.